# 京都基督教福祉会
社会福祉法人京都基督教福祉会（きょうときりすときょうふくしかい）は、京都府京都市西京区にある社会福祉法人である。児童から高齢者、障害児・者の福祉サービスを展開している。「当法人は、キリスト教精神に基づき、多様な福祉サービスがその利用者の意向を尊重して総合的に提供されるよう創意工夫することにより、利用者が、個人の尊厳を保持しつつ、心身ともに健やかに育成され、自立した生活を地域社会において営むことができるよう支援すること。」と法人概要の目的に公開している。現在の理事長は、中江潤である。神学者の岡山孝太郎（元日本キリスト教団向日町教会牧師）、社会福祉学者の木原活信（同志社大学教授）らが理事・評議員としてかかわるなど、キリスト教社会福祉実践を展開して今日に至っている。

## 沿革
- 1949年 桂保育園において、キリスト教精神による児童福祉事業を始める。
- 1953年 朝日新聞社厚生事業団の後援により保育者養成大講演会を開催（2年連続)。
- 1955年 4月に桂愛育会保母養成所を開設。8月10日に厚生大臣より保母養成施設として指定を受ける。
- 1977年 社会福祉法人「桂愛育会」認可。
- 1974年 桂愛育会を「京都基督教福祉会」と改称。

## 施設
以下の施設を運営している。
- 桂保育園
  - 本園
  - 分園
- 京都保育福祉専門学院
- 洛西愛育園(知的障害児通所施設)
- デイセンターひまわり(障害者生活介護事業)
- こぐま・カンガルー教室（京都市から委託運営）[3]
- シオンの里(介護老人福祉施設)
  - 特別養護老人ホーム
  - 短期入所生活介護
  - デイサービスセンター
  - 居宅介護支援事業